# Elma Saiz
Elma Saiz Delgado, née le 2 décembre 1975 à Pampelune, est une femme politique espagnole, membre du Parti socialiste ouvrier espagnol (PSOE). Elle est ministre de l'Inclusion, de la Sécurité sociale et des Migrations depuis 2023.

## Biographie
Elma Saiz est titulaire d'une licence en droit et d'une maîtrise en expertise fiscale, obtenues à l'université de Navarre.
Elle est élue députée au Parlement de Navarre en 2003, et adhère l'année suivante au Parti socialiste ouvrier espagnol (PSOE). En 2008, elle est nommée déléguée du gouvernement dans la communauté autonome, occupant ce poste jusqu'en 2012.
En 2019, peu de temps après avoir été élue conseillère municipale de Pampelune, elle est nommée conseillère à l'Économie et aux Finances du gouvernement régional de Navarre. Elle se présente, quatre ans plus tard, à la mairie de Pampelune, qu'elle échoue à conquérir.
Elle est nommée, le 21 novembre 2023 ministre de l'Inclusion, de la Sécurité sociale et des Migrations dans le troisième gouvernement de Pedro Sánchez. Après Ione Belarra, ministre de l'équipe précédente, elle est la deuxième femme navarraise à siéger au sein de l'exécutif espagnol.